# 錫達加普 (密蘇里州)
錫達加普（英語：Cedar Gap）是位於美國密蘇里州賴特縣的非建制地區。

## 歷史
錫達加普的郵局於1863年設立，其後於1955年停運。

## 地理
錫達加普所處的海拔為高於海平面514米（即1686英呎），而該地所採用的時區為UTC-6，即北美中部時區（CST）。同時該地設有夏令時間，為UTC-6調快一小時，即UTC-5（CDT）。